# Tina Turner
Tina Turner (født Anna Mae Bullock den 26. november 1939, død 24. maj 2023 i Küsnacht) var en amerikansk sanger, sangskriver og skuespiller. Hun bliver ofte omtalt som "Queen of Rock 'n' Roll". Hun startede sin karriere som forsanger for Ike & Tina Turner inden hun startede sin succesfulde solokarriere.
Turner begyndte sin karriere med Ike Turners Kings of Rhythm i 1957. Under navnet Little Ann optrådte hun på sin første plade, "Boxtop", i 1958. I 1960 blev hun introduceret som Tina Turner med hitsinglen "A Fool in Love". Duoen blev "en af de mest formidable live-navne i historien". De udgav succesfulde sange som "It's Gonna Work Out Fine", "River Deep – Mountain High", den Grammy-vindende "Proud Mary" og "Nutbush City Limits" inden de gik i opløsning i 1976.
I 1980'erne startede Turner "en af de største comebacks i musikhistorien". Hendes 1984 multi-platin album, Private Dancer indeholdt sangene "What's Love Got to Do with It", der vandt Grammy Award for årets indspilning, og blev hendes første og eneste No.1 på Billboard Hot 100. I en alder af 44 år blev hun den ældste kvindelige solokunstner, der havde haft et hit på førstepladsen af Hot 100. Hendes succes på hitlisterne fortsatte med "Better Be Good to Me", "Private Dancer", "We Don't Need Another Hero (Thunderdome)", "Typical Male", "The Best", "I Don't Wanna Fight" og "GoldenEye". Under hendes Break Every Rule World Tour i 1988 satte hun den daværende Guinness rekord for største publikum under en koncert med en solokunstner (180.000). Turner medvirkede også i film som Tommy (1975), Mad Max Beyond Thunderdome (1985) og Last Action Hero (1993). Den biografiske film What's Love Got to Do with It, der var baseret på hendes selvbiografi I, Tina: My Life Story, blev udgivet i 1993. I 2009 gik Turner på pension efter at have afsluttet sin turne kaldet Tina!: 50th Anniversary Tour, der er en af de mest indtjenende koncertturnéer nogensinde.
Turner solgte over 100 millioner albums, og hun blev dermed blandt de bedst sælgende musikere nogensinde. Hun modtog 12 Grammy Awards, inklusive otte på hinanden følgende priser, tre Grammy Hall of Fame awards samt en Grammy Lifetime Achievement Award. Hun var den første brune kunstner, og den første kvindelige kunstner, der blev vist på coveret af Rolling Stone. Rolling Stone rangerede hendes blandt 100 Greatest Artists of All Time og 100 Greatest Singers of All Time. Hun har en stjerne på Hollywood Walk of Fame og St. Louis Walk of Fame. Hun er optaget i Rock and Roll Hall of Fame to gange; med Ike Turner i 1991 og som solokunstner 2021. I 2005 modtog Turner Kennedy Center Honors. Fra 1994 boede hun i Küsnacht, Schweiz, og hun opgav sit amerikanske statsborgerskab i 2013, efter at have fået schweizisk statsborgerskab 2013.

## Historie
Født i Nutbush (Brownsville, Tennessee). Hun var delvist afro-amerikaner, Navajo og Cherokee. Som 16-årig flyttede hun til St. Louis hvor hun mødte musikeren Ike Turner. Han gav hende navnet Tina Turner.
I 1958 begyndte Ike & Tina Turner at optræde sammen, først i St. Louis, og senere over hele verden. Tina Turner blev verdenskendt for sine vilde, utæmmede, sexede og stort anlagte højenergi-optrædener i The Ike and Tina Turner Revue i 1960'erne og 1970'erne. Tina Turner blev gift med Ike Turner, og parret fik deres første hit-single "A Fool In Love" i 1960. Det blev til andre store hits som "River Deep – Mountain High", "Proud Mary", "Nutbush City Limits", "I Want To Take You Higher" og hit-albums som "Workin´ Together"(1970), "What You Hear Is What You Get"(1971).
Parret blev skilt i 1976 efter et 18 år langt ægteskab hvor Ike systematisk udsatte Tina for fysisk og psykisk undertrykkelse, grov vold og fratog hende frihed og indflydelse. Tina Turner har 1 søn med saxofonisten Raymond Hill (1958) og 1 søn med Ike Turner (1960). Hun tog samtidig Ikes 2 sønner fra tidligere forhold til sig, blev mor for dem, og opdrog dem som sine egne.
Tina Turners første album efter bruddet med Ike i 1976, var "Rough" i 1978. Hun kæmpede en hård kamp for at skabe sig anerkendelse som solo-kunstner uden sin berygtede eks-mand, der senere kom i fængsel for kokainbesiddelse efter mange års heftig misbrug. Tina skabte et stort Las Vegas show, optrådte med tidens største kunstnere, optrådte i talrige TV-shows, og kunne også stadig optræde for fulde huse i Europa selvom albummet "Love Explosion" (1980), fuld af datidens pulserende discorytmer og bedre teknik, ikke skabte megen omtale.

## Comeback
I 1982 indspillede Tina Turner og gruppen B.E.F. sangen "Ball Of Confusion" der blev en øjenåbner i musikbranchen. Dette resulterede i at gruppen Heaven 17 indspillede sangen "Let´s Stay Together" med Tina Turner (1983). Sangen blev et kæmpe hit over hele verden, og i hast blev de bedste producere og musikere bragt ind for at skabe albummet der kom til at blive en af musikhistoriens mest succesfulde og velkendte. "Private Dancer" (1984) blev lavet på kun 2 uger, hvor en lang række af Tina Turners største hits blev lanceret. "What´s Love Got To Do With It", "Better Be Good To Me", "I Can´t Stand The Rain", "Help" og titel sangen fra albummet, der solgte over 11 millioner eksemplarer.
Tinas succes havde i 1980'erne ingen grænser. Kæmpe stadionturnéer, flere albums "Break Every Rule"! (1986), "Foreign Affair" (1989) samt "Mad Max Beyond Thunderdome" soundtracket (1985) med kæmpehittet "We Don´t Need Another Hero" fra "Mad Max 3" filmen hvor Tina Turner spillede hovedrollen med Mel Gibson. Hendes selvbiografi "I, Tina" udkom i 1986, og blev en af årtiets største bestsellers. Bogen blev filmatiseret i 1993 under titlen "Tina, What´s Love Got To Do With It" med Angela Bassett og Laurence Fishburne i de Oscar-nominerede hovedroller.
Tina Turner blev ofte omtalt som "Dronningen af Rock & Roll", og er den første rocksangerinde i verdenshistorien, og har været idol og inspiration for kunstnere som Janis Joplin, Cher, Bette Midler, David Bowie, Mick Jagger, Celine Dion, Mariah Carey, Mary J. Blige, Madonna og Beyoncé. Både talkshow værtinden Oprah Winfrey og legendariske Elvis Presley tæller som nogle af Tina Turners mange beundrere.
I 1988 kom Tina Turner i Guinness Rekordbog for den solo-kunstner der i historien har optrådt for det største antal publikum, på Maracana Stadium i Rio De Janeiro for imellem 182-190.000 tilskuere.
I 1995 sang Tina Turner titelsangen "GoldenEye" til James Bond filmen af sammen navn.
I 1991 blev Tina Turner indlemmet i "Rock n Roll Hall Of Fame" for sin indsats og historik i musikhistorien,
Tina Turner vandt 9 Grammy Awards og et ukendt antal American Music Awards, MTV Awards og en lang række priser og udmærkelser omkring i verden.
Tina Turner boede i Schweiz og Sydfrankrig med sin livspartner igennem 25 år, EMI direktøren, Erwin Bach. Hun blev i april 2013 schweizisk statsborger.
Tina Turner må anses for at være en af det 20. århundredes største og mest populære kvindelige superstjerner, der allerede blev en levende legende, før hun fyldte 50.

## Tina Turner i Danmark
Tina Turner optrådte for første gang i Danmark i 1966, og er kommet i landet lige siden på alle sine utallige turnéer med "The Ike & Tina Turner Revue" og som solo-kunstner. Der er tale om et ukendt antal koncerter i Tivolis Koncertsal, Falkoner Centret og KB Hallen, men senere kæmpeshows i Idrætsparken, Gentofte Stadion, Kolding Stadion og flere gange i Parken stadion.
Tina Turner var hovednavn ved det stort anlagte H.C. Andersen show i Parken i 2005 produceret af Ulrik Skotte. Et show der dog løb ind i megen modvind i den danske presse, da det kom frem at man bl.a. havde givet hende 6.000.000 kr. for synge to numre i slutningen af begivenheden.
I 2009, for første gang nogensinde på en turné, undlod Tina Turner at optræde i Danmark med sin karrieres hidtil mest prangende og pompøse live show, 2008/2009 verdensturnéen "50th Anniversary Tour", hvor hun efter 10 år væk trådte ud af sit otium og ind i rampelyset igen, for at lave en afskedsturné der hyldede hendes 70-års fødselsdag (26. november 2009) og hendes 50 år i musikbranchen.

## Diskografi
- 1974: Tina Turns the Country On!
- 1975: Acid Queen
- 1978: Rough
- 1979: Love Explosion
- 1984: Private Dancer
- 1986: Break Every Rule
- 1989: Foreign Affair
- 1993: What's Love Got to Do With It
- 1996: Wildest Dreams
- 1999: Twenty Four Seven

## Turnéer
- 1977: Australian Tour
- 1978–1979: The Wild Lady of Rock Tour
- 1981–1982: Nice 'n' Rough Tour
- 1984: Tina Turner Live Tour
- 1985: Private Dancer World Tour
- 1987–1988: Break Every Rule World Tour
- 1990: Foreign Affair: The Farewell Tour
- 1993: What's Love? Tour
- 1996–1997: Wildest Dreams World Tour
- 2000: Twenty Four Seven Tour
- 2008–2009: Tina!: 50th Anniversary Tour